# Wâsit
Pour la province irakienne, voir Wâsit (province).

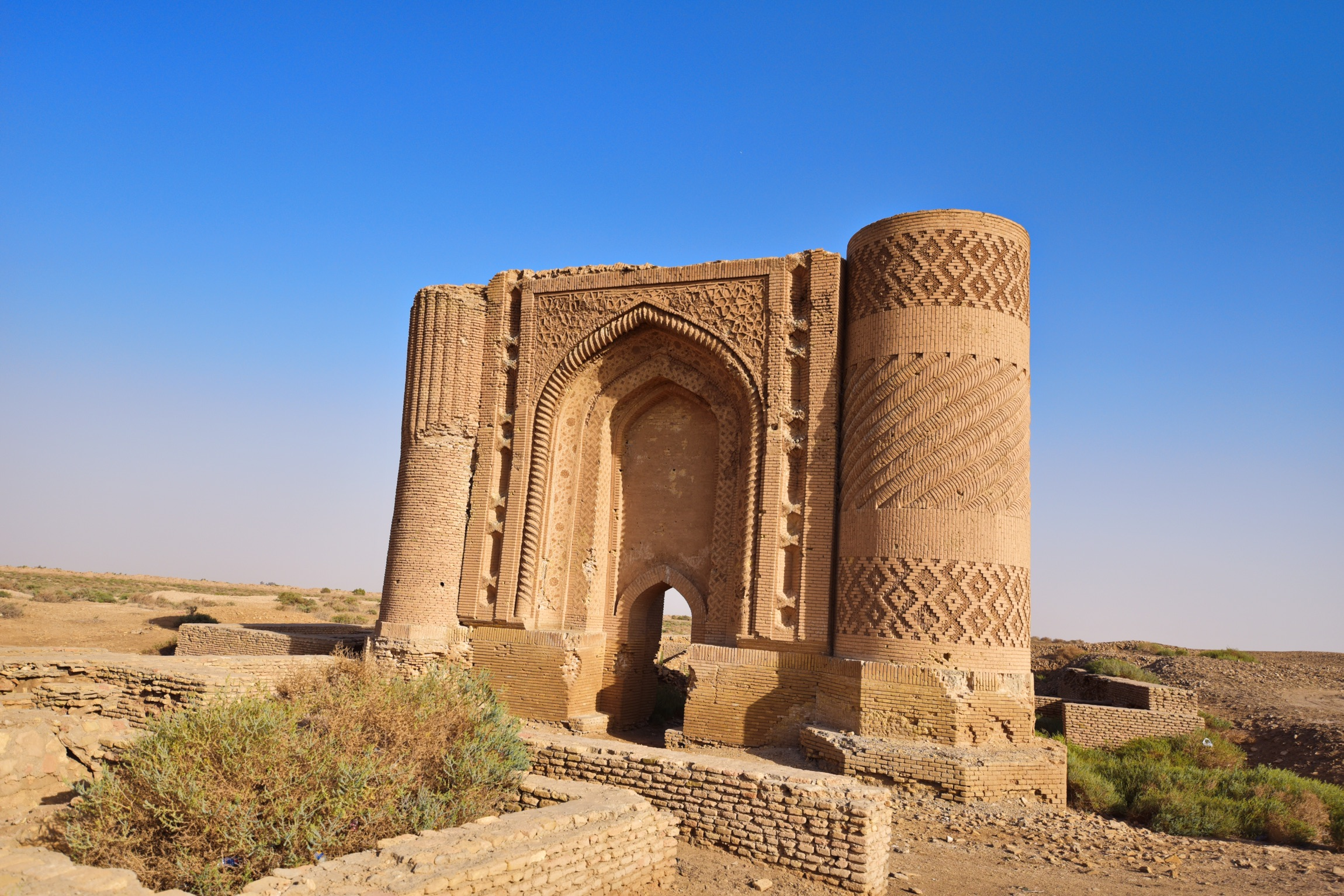

Wâsit  est le nom d'un site archéologique d'Irak. Elle a été nommée ainsi par son fondateur car elle est à mi-chemin de Bassora et Bagdad sur la rive gauche du Tigre. Le site d'Al-Wâsit fait partie des sites culturels en attente d'être inscrits dans la liste du patrimoine mondial par l'UNESCO.
La ville de Wâsit a été fondée Al-Hajjaj ben Yusef en 702 pour être sa résidence lui permettant de contrôler la frontière avec la Perse.

## Description
Wâsit est un site islamique construit au début du VIIIe siècle. Elle était destinée à être un centre administratif pour l'Irak. La circonférence de la ville ancienne est de 16 km. Elle a été abandonnée au XVIIe siècle après un changement dans le tracé du lit du Tigre.
La plus grande partie des bâtiments de Wâsit sont en briques. Des fouilles ont été effectuées entre 1936 et 1942 et reprises seulement en 1985.  La grande mosquée laisse entrevoir quatre couches successives de constructions du XIVe au VIIIe siècle. On a retrouvé une partie du palais de l'émir contre la mosquée du côté de la qibla. Un bâtiment nommé le « minaret » a été dégagé avec un mausolée et une école datant d'avant le XIVe siècle.
Des travaux de préservation ont été faits sur le minaret, mais il n'y a pas eu de véritable maintenance du site.